# Peduncolo (botanica)
Il peduncolo – o asse floreale – è, in botanica, un piccolo ramo più o meno lungo alla cui estremità si trova il fiore o un insieme di fiori e quindi anche un'eventuale infiorescenza. In senso più ampio si può definire peduncolo qualsiasi parte assile a sostegno di un organo.

## Descrizione

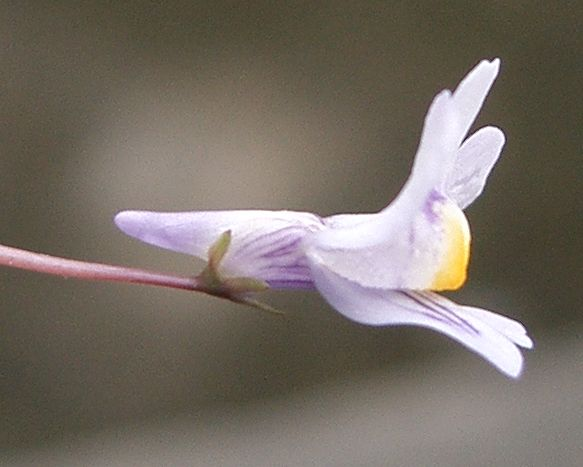
Peduncolo con al termine un fiore di Cymbalaria muralis

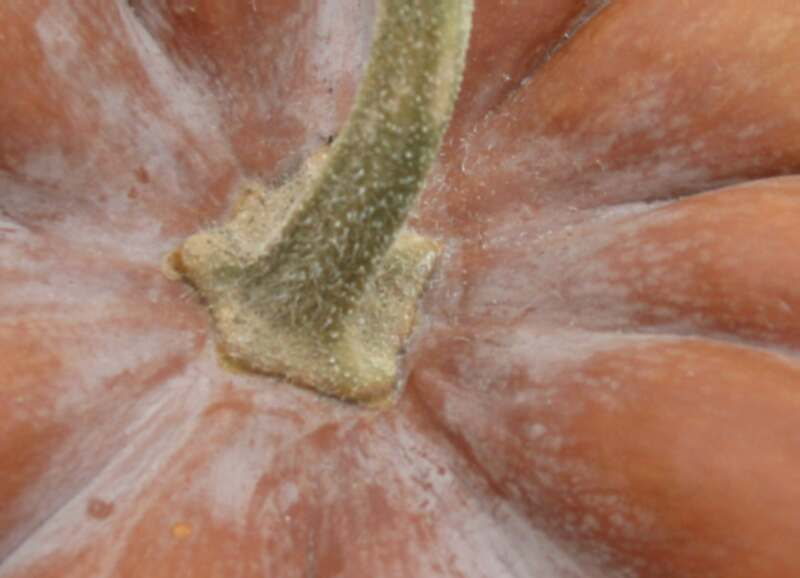
Peduncolo di zucca

Il peduncolo può essere sia ascellare che terminale a seconda della posizione in cui è inserito nel ramo. Spesso la sommità del peduncolo del fiore si allarga in una struttura detta ricettacolo. È detto invece pedicello il peduncolo di ogni fiore in una infiorescenza. Il peduncolo svolge due principali funzioni di supporto fisico e nutrizionale. Dopo l'allegagione al termine del peduncolo il fiore si trasformerà in frutto.
Curiosamente, talvolta, e specie per certi tipi di piante (come ad esempio l'Anacardium), il peduncolo può subire una trasformazione tale da svilupparsi in modo da diventare ancora più grande del fiore stesso. Assume in tal modo le sembianze di un falso frutto.